# Saint-Quentin-sur-Isère
Saint-Quentin-sur-Isère és un municipi francès del departament de la Isèra, a la regió d'Alvèrnia-Roine-Alps

## Història
- Fou un hàbitat gal·loromà.
- Fou devastat pel Baró dels Adrets.

## Comunes veïnes
- Grenoble (capital del departament) està a 18,4 kilòmetres
- Tullins: a 6,2 km
- Fures: a 6,3 km
- Montaud: a 6,7 km
- Vourey: a 9 km
- Morette: a 9,4 km
- Veurey-Voroize, a 9,5 km.

## Demografia
- 1962 - 650 habitants.
- 1975 - 783 habitants.
- 1990 - 1090 habitants.
- 1999 - 1231 habitants

## Economia
- Agricultura (blat de moro i ramaderia.
- Destil·leria Charles Menuer (1809), que es pot visitar

## Comunicacions
- Carreteres
  - Autopista A49 (E713): De Romans-sur-Isère a Voreppe
  - Carretera D1533.

Molt a prop també hi ha l'autopista A49 (de Grenoble a Sérézin-de-la-Tour)

## Patrimoni i turisme
- Vestigis Prehistòrics
  - Grutes sepulcrals de l'Echaillon
- Arquitectura civil
  - Runes del castell de sant Quintí, del segle xi
  - Mansió fortificada
- Arquitectura religiosa
  - Església construïda sobre l'antiga església del Segle XI.
  - Capella de Saint-Ours
- Fires i Festes
  - Festa Comunal: dilluns de pasqua